# Phylidonyris
Phylidonyris is een geslacht van zangvogels uit de familie honingeters (Meliphagidae).

## Soorten
Het geslacht kent de volgende soorten:
- Phylidonyris niger – Withalshoningeter
- Phylidonyris novaehollandiae – Witooghoningeter
- Phylidonyris pyrrhopterus – Goudvleugelhoningeter